# No one can stop Mr Domino
No one can stop Mr Domino är ett pusselspel, utvecklat av Artdink och utgivet till Playstationsystemet under andra halvan av 1998.

## Spelsätt
I spelet kontrollerar spelaren en av fem antropomorfiska dominobrickor, och ska placera andra dominobrickor så att de kan välta varandra samt undvika hinder och göra det under tidspress. Huvudkaraktärerna är gående dominobrickor som ska ta sig igenom sex olika banor. På varje bana måste man utlösa ett antal händelser genom att välta dominobrickor på knappar. Spelet hamnade på 11:e plats i Gamerevolution.com's Top 50 worst videogame names of all time, men spelet har även fått bra kritik av andra sidor för sin originalitet.

### Banor
- Phat Tony's Casino - Kasinolandskap
- Shop till you drop - Varuhuslandskap
- Grandpa's in the house - Huslandskap
- Tripping in the park - Parklandskap
- Fun Park massive - Tivolilandskap
- No on can stop Mr Domino - Stadslandskap

### Extrakaraktärer
Det finns 3 extrakaraktärer i spelet som kan öppnas genom att klara spelet på olika nivåer:
- Bruce - En snabb djävuls-domino
- Pierre - En långsam domino med solglasögon
- D△M•?0 - En alien-domino